# Saint-Paul-d'Abbotsford
Pour les articles homonymes, voir Saint-Paul et Abbotsford.
Saint-Paul-d'Abbotsford (localement appelée Saint-Paul) est une municipalité dans la municipalité régionale de comté de Rouville au Québec (Canada), située dans la région administrative de la Montérégie.

## Histoire
- 25 octobre 2008: Saint-Paul-d'Abbotsford change son statut de municipalité de paroisse pour celui de municipalité[2].

## Géographie

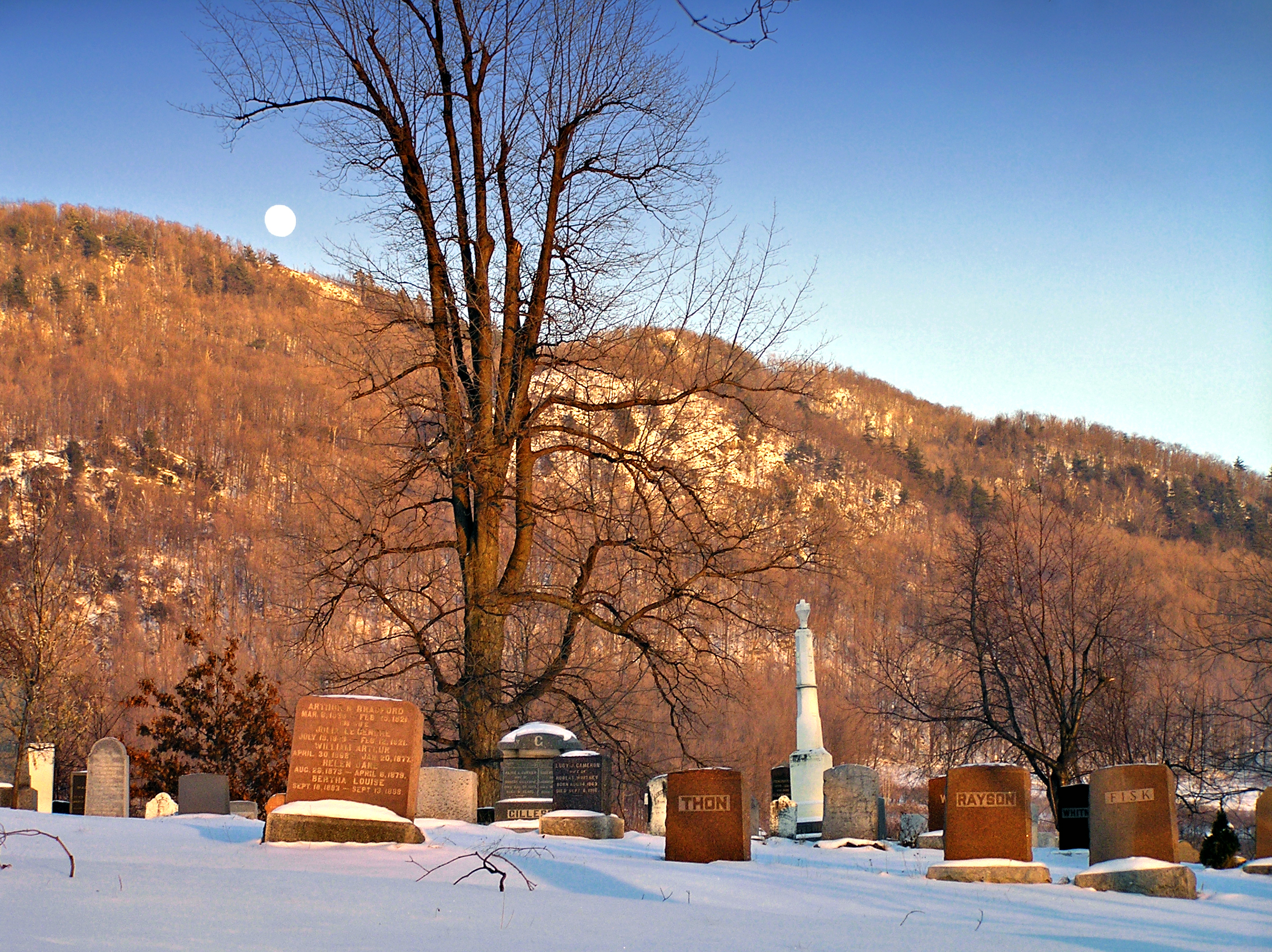
Le Mont Yamaska

Saint-Paul-d'Abbottsford est un village situé au sud-ouest du Mont Yamaska (416 m), au pied de ce qui est l'une des neuf collines montérégiennes, située à l'est du mont Rougemont.Le mont Yamaska occupe le nord du territoire de la municipalité. D'une forme quasi circulaire, il est couvert d'une forêt composée essentiellement d'érables. La forêt revêt en automne des teintes remarquables.
Tout autour, ce ne sont que d'immenses parcelles cultivées, dont beaucoup en vergers de pommiers.
L'attrait principal de Saint-Paul est le Mont Yamaska, une colline montérégienne qui attire des cyclistes et amateurs de vol libre. Toutefois, le mont n'est pas accessible aux randonneurs en raison de sa privatisation.
La municipalité fait partie du sous-bassin de la rivière Yamaska et du sous-bassin de la rivière Noire.
La rivière à la Barbue, un affluent de la rivière Yamaska, traverse le sud-ouest de la municipalité en coulant vers le nord-ouest.
La municipalité est traversée latéralement par la route 112 qui prend alors les noms de rue Principale Ouest et rue Principale Est. La route 235 en traverse l'ouest du nord au sud.

## Démographie
| 1991  | 1996  | 2001  | 2006  | 2011  | 2016  | 2021  |
| ----- | ----- | ----- | ----- | ----- | ----- | ----- |
| 2 711 | 2 789 | 2 863 | 2 824 | 2 870 | 2 890 | 2 886 |

## Administration
Les élections municipales se font en bloc pour le maire et les six conseillers.
| Saint-Paul-d'Abbotsford Maires depuis 2003                                                                           |               |                                                      |          |
| Élection | Maire         | Qualité                                              | Résultat |
| 2003 | Martial Gousy |                                                      | Voir     |
| 2005 | Martial Gousy | Voir                                                 |          |
| 2009 | Dean Thompson |                                                      | Voir     |
| 2013 | Jacques Viens | Conseiller municipal (2009-2013) Démissionne en 2016 | Voir     |
| 2016 | Robert Vyncke |                                                      | Voir     |
| 2017 | Robert Vyncke | Voir                                                 |          |
| 2021 | Robert Vyncke | Voir                                                 |          |
| Élection partielle en italique Depuis 2005, les élections sont simultanées dans toutes les municipalités québécoises |               |                                                      |          |

## Économie
L'agriculture est source des principales ressources de Saint-Paul. Les vergers de pommiers, les cultures de vigne, de petits fruits (fraises, bleuets) et maraîchères occupent l'essentiel des terres cultivées et procurent du travail aux habitants. La forêt permet la récolte de l'eau d'érable. Les industries et commerces dépendant des produits récoltés prospèrent.
Occupant plus de 65 ha, la pépinière Abbotsford spécialisée dans le domaine de l’horticulture ornementale au Québec, est connue dans toute l'Amérique du Nord.
Plusieurs PME font partie du décor de cette municipalité. Les plus connues sont Industrie NRC, Les Pneus Robert Bernard et Robert Bernard TRM (Technologie de rechapage Michelin, la première au Canada) font partie des réussites de cette municipalité.

## Lieux et monuments
- Église catholique Saint-Paul, église paroissiale située 1005 rue principale. Elle a été construite de 1855 à 1857. La paroisse a été fondée en 1855
- Église anglicane Saint-Paul, située rue de la Montagne, à proximité du cimetière. Construite en 1822, elle est classée comme ayant une architecture supérieure.
- Église Abbotsford's United, construite en 1839. Elle est classée comme ayant une architecture exceptionnelle.
- Le cimetière, situé à proximité de l'église anglicane Saint-Paul, rue de la montagne.

## Église catholique Saint-Paul

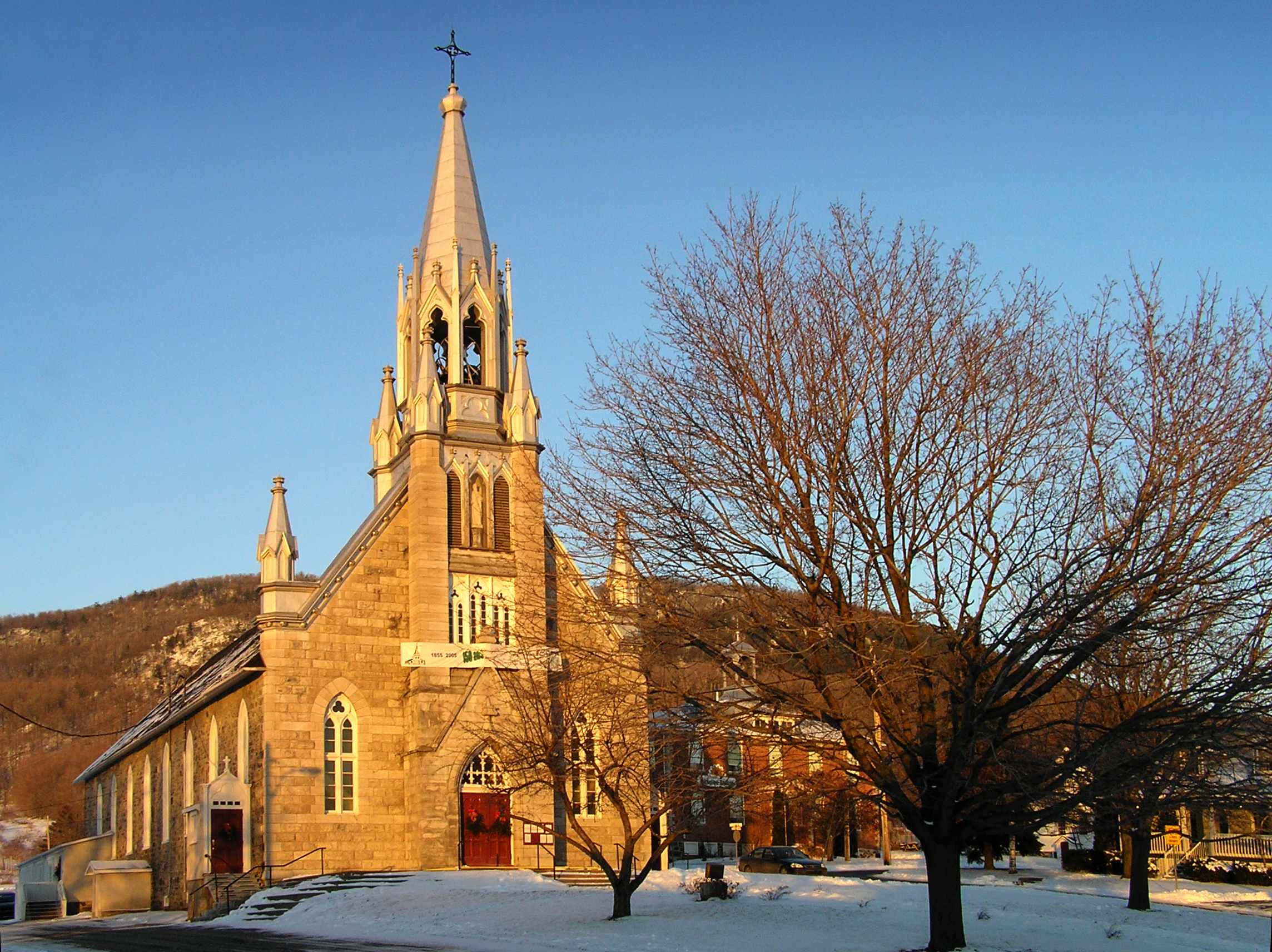
Église catholique Saint-Paul
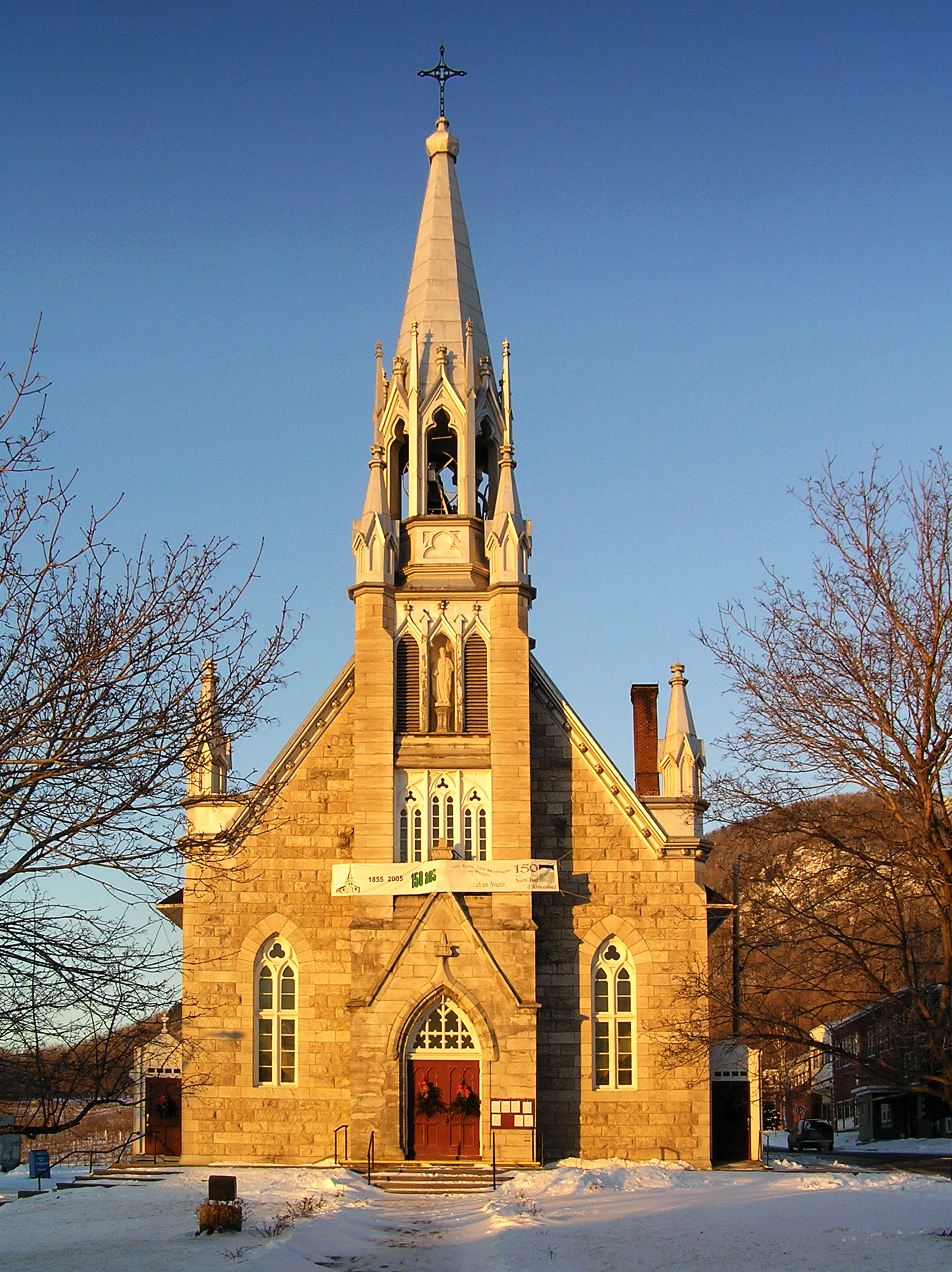
Église catholique Saint-Paul
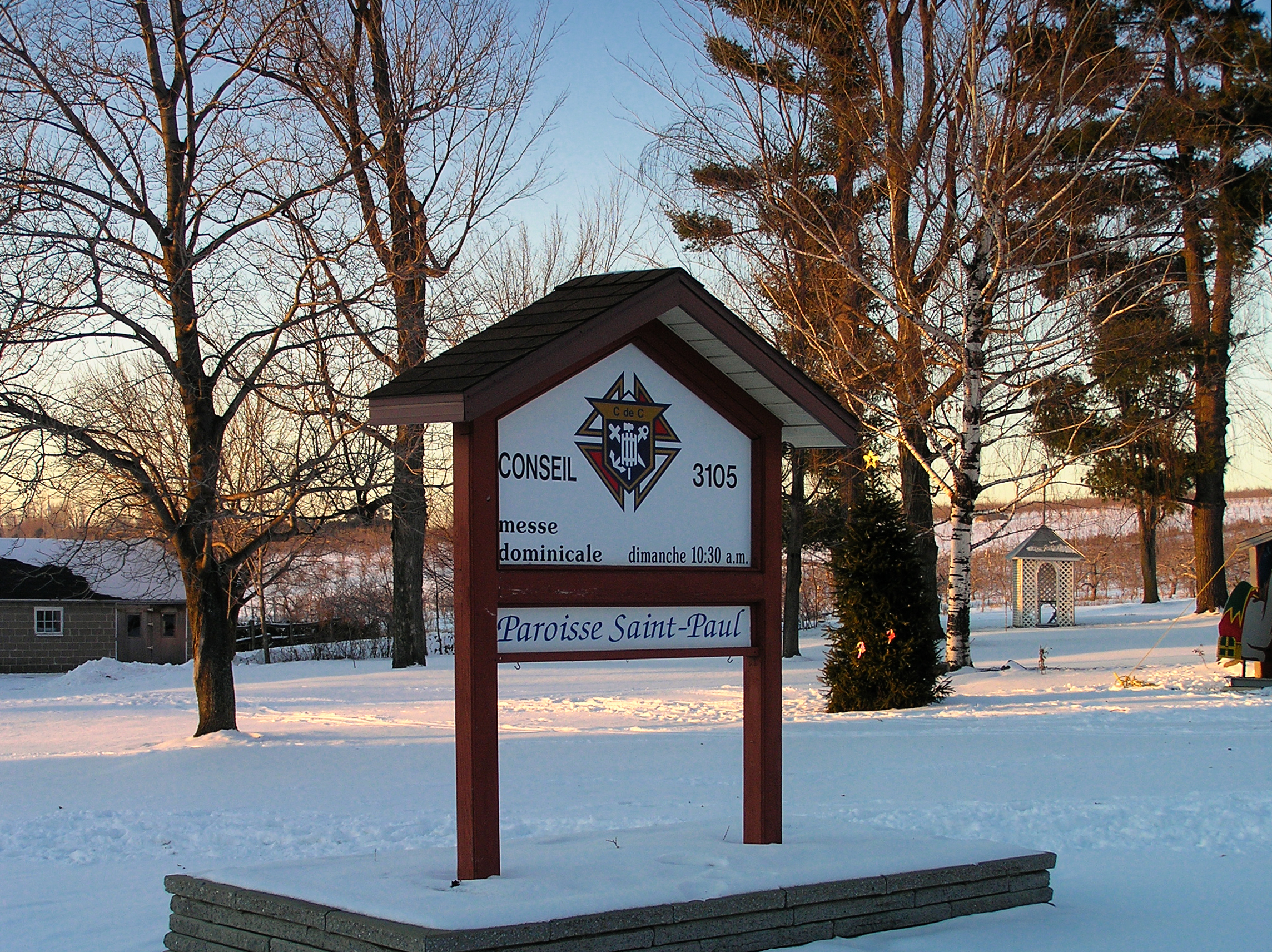
Panneau de la paroisse
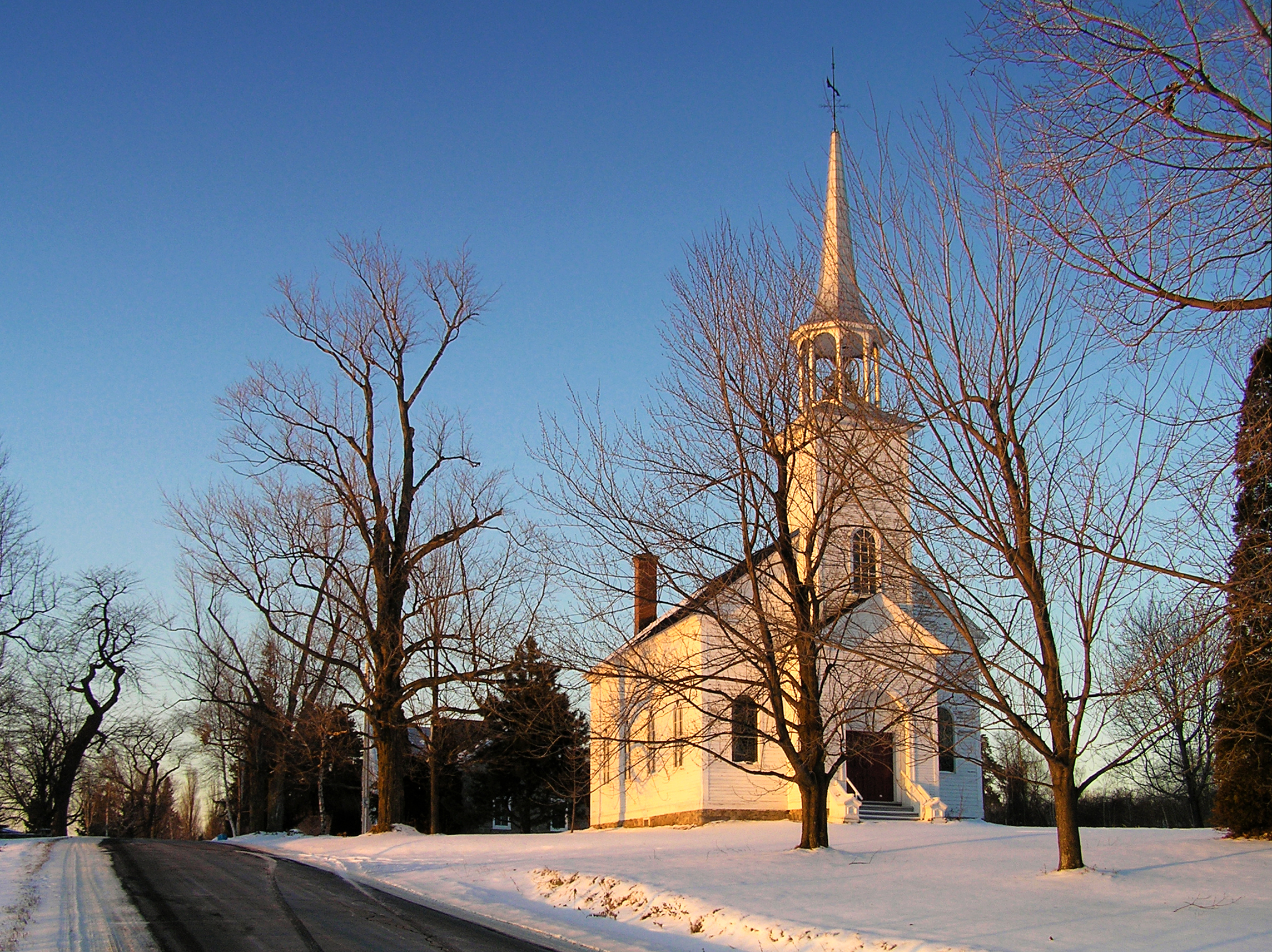
Église anglicane Saint-Paul
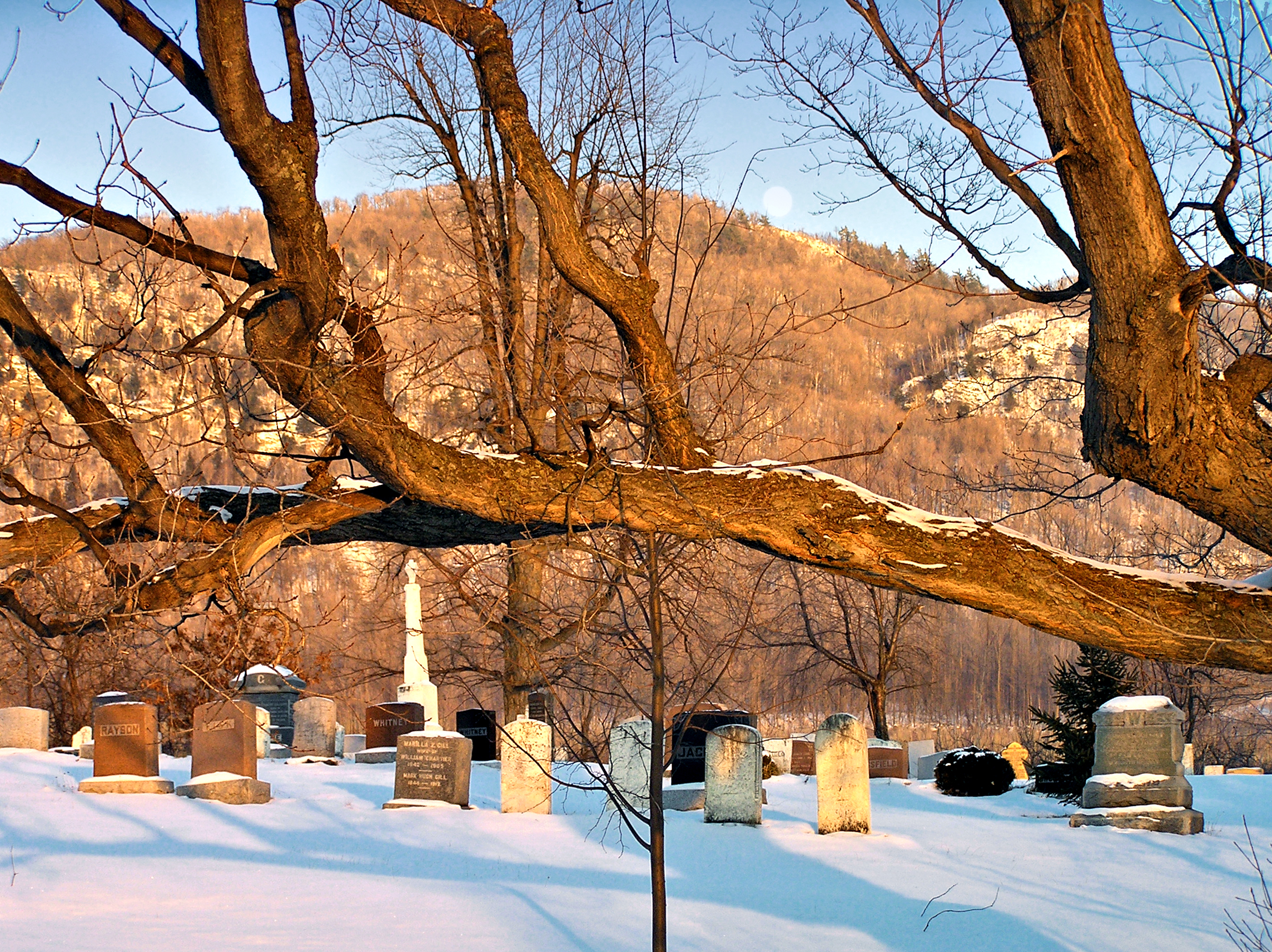
Cimetière à proximité de l'église anglicane Saint-Paul

## Personnalités liées
- Mère Sainte-Anne-Marie
- Normand Braithwaite, acteur
- Claude Fournier, réalisateur